# Nossa Senhora de Łukawiec
Nossa Senhora de Łukawiec (polonês: Matka Boża Łukawiecka), anteriormente Nossa Senhora de Tartaków (polonês: Matka Boża Tartakowska), também conhecida como Nossa Senhora Cheia de Graças (polonês: Matka Boża Łaskawa) é um ícone católico romano da Virgem Maria .

## Descrição
A pintura mostra a Mãe de Deus em pé com um pé no crescente. Mary está vestida com um vestido longo e realista, coberto com uma capa azul escura. Seu cabelo está dissolvido, atingindo seus ombros, e sua cabeça está virada para a direita, ligeiramente inclinada para baixo. Mary tem os olhos levemente fechados, e seu rosto está focado e gentil. As mãos estão cruzadas para a oração. Na parte inferior da pintura, sob os pés da Mãe de Deus, você pode ver o dragão alado, que está morrendo, e ao lado da maçã caída no chão. Acima da figura da Mãe de Deus, flutua Deus, o Pai, com uma barba grisalha, vestida com roupas, estendendo as mãos sobre Maria, protegendo-a e a Terra inteira. À direita e à esquerda, você pode ver símbolos marianos como lírios entre espinhos, Espelho da Justiça, Árvore da Vida no lado esquerdo e o Portão Azul, o Arbusto Ardente e a Torre de David à direita. Nuvens são visíveis na imagem. As cores da parte superior são brilhantes, enquanto a parte inferior, onde o dragão é visível, as cores são escuras, mostrando o contraste.

## História

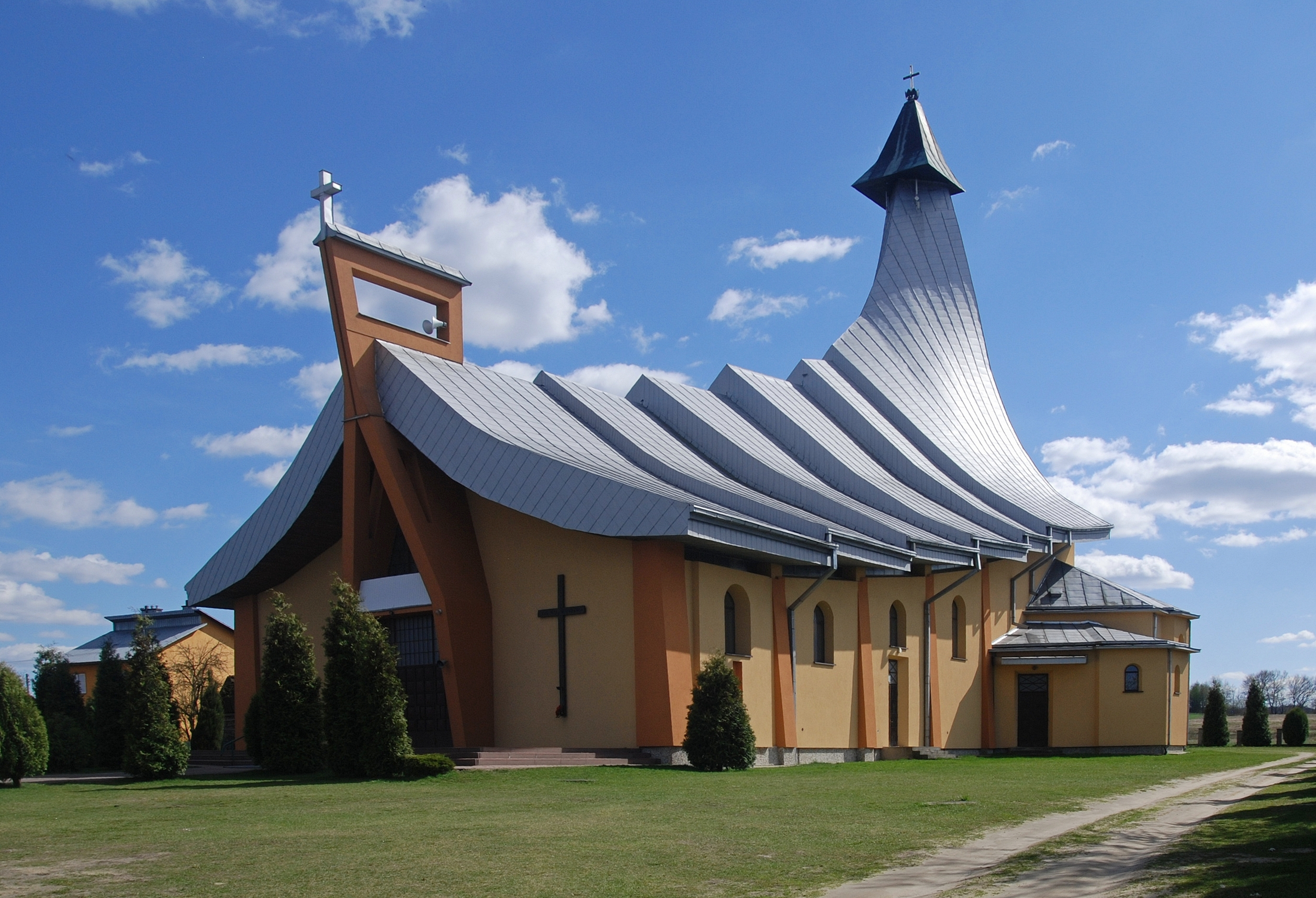
Igreja de Virgem Maria, Rainha da Polônia - Sanctuario de Nossa Senhora de Łukawiec

A pintura foi pintada em uma tela colada no quadro no início do século XVII por um pintor italiano e colocada no castelo Potocki, na cidade de Tartaków. " Imagina a bem-aventurada Virigin Marya com as mãos postas para rezar, parada na lua, sob a qual a cobra enrolada morde a maçã. Acima dela, Deus Pai estende as mãos ". Após o grande incêndio do castelo, a pintura encontrou seu caminho para capelão Stanisław Potocki e o pároco local Mikołaj Kucharski em 1727. Após sua morte, a imagem da Virgem Maria foi colocada em 1764 na igreja católica local acima da pia batismal e quase desde o início ele começou a ser famoso por favores, o que significava que ele foi transferido para o alto no ano seguinte. altar. Em 1765, de 9 a 24 de março, a pintura, como foi descrita, "chorou". Dos olhos de Nossa Senhora, lágrimas sangrentas caíram, que caíram ou secaram na imagem. Naqueles dias, um brilho claro era visível sobre a igreja, de modo que se pensava que um incêndio iria explodir. Muitas pessoas também viram que a imagem era colorida. Em 1777, a pintura foi considerada milagrosa e, dois anos depois, colocada em um especialmente preparado, por iniciativa do padre Kostkiewicz, um novo enorme altar principal. Em um livro especial, existem 407 casos de milagres feitos na imagem e mais de 300 presentes pela graça recebida (os chamados votivos).
Em 1944, a pintura foi salva com sucesso da destruição graças aos poloneses, através de sua deportação para a Igreja da Epifania em madeira em Łukawiec, perto de Lubaczów. Inicialmente, em 1963, a pintura se encontrava em Lubaczów, e a paróquia em Tarnoszyn também a procurava. No final, porém, a pintura, famosa por suas graças, foi entregue à paróquia de Łukawiec. Devido ao crescente número de fiéis, tanto de Łukawiec quanto de Tartaków, foi tomada uma decisão para construir uma nova igreja em Łukawiec. A Igreja da Bem-Aventurada Virgem Maria Rainha da Polônia em Łukawiec foi consagrada pelo Bispo Marian Jaworski em 1990. No mesmo ano, a imagem de Maria foi colocada no altar principal. A nova igreja tornou-se o Santuário de Nossa Senhora de awukawiec. Em 3 de junho de 1991, a pintura foi coroada em Lubaczów pelo papa João Paulo II durante uma de suas peregrinações à Polônia. Em 15 de maio de 2004, uma cópia dedicada e coroada da pintura foi doada à igreja em Tartaków. Em 2016, a pintura passou por uma reforma em Cracóvia. Em 3 de junho de 2016, caiu o 25º aniversário da coroação da imagem milagrosa de Nossa Senhora de Łukawiec. Nesta ocasião, um novo altar enorme foi feito na igreja paroquial. Em 4 de junho de 2016, uma imagem milagrosa foi colocada no novo altar. A consagração do novo altar foi feita pelo arcebispo Mieczysław Mokrzycki, que vem de Łukawiec em 8 de junho de 2016 durante as principais comemorações do aniversário. A partir de agora, a imagem é solenemente revelada e sombreada pelo som de uma fanfarra e uma canção para a Mãe de Deus.